# 정지장군예장석묘
정지장군예장석묘(鄭地將軍禮葬石墓)는 광주광역시 북구 망월동에 있는, 고려 후기의 무신인 경렬공 정지(1347년 ∼ 1391년) 장군의 무덤이다. 1975년 12월 30일 광주광역시의 기념물 제2호로 지정되었다.

## 개요
고려 후기의 무신인 경렬공 정지(1347∼1391) 장군의 묘소이다.
공민왕 14년(1365)에 사마시에 장원급제하고 이듬해 문과에 급제하여 벼슬길에 올랐다. 공민왕 23년(1374)에 우리나라 최초로 수군 창설 계획을 올려 전라도 안무사로 발탁되었으며, 우왕 3년(1377)에는 순천 도병마사가 되어 순천·낙안 등지에 침입한 왜군을 격퇴하였다. 우왕 14년(1388)에 이성계의 위화도회군에 종군하여 그 공로로 공양왕 2년(1390)에 2등공신에 봉해지면서 판개성부사로 임명되었으나 부임하지 못하고 병으로 세상을 떠났다.
현재 묘역에는 돌로 만들어진 묘와 묘비, 석인(石人) 2기가 있다.

## 같이 보기
- 정지

## 참고 자료
- 정지장군예장석묘 - 국가유산청 국가유산포털
- 정지장군예장석묘 보관됨 2018-07-29 - 웨이백 머신 - 광주광역시서구문화원 빛고을문화